# Triumph Tiger 955i
La Triumph Tiger 955i è una motocicletta prodotta dalla casa motociclistica inglese Triumph Motorcycles dal 2001 al 2006.
Successivamente è stata sostituita dalla Triumph Tiger 1050 introdotta nel 2007.

## Descrizione
Il motore è un tricilindrico da 955 cm³, con distribuzione bialbero a 12 valvole, 4 per cilindro con alimentazione ad iniezione diretta e coadiuvato da un cambio a 6 marce.
La frenata viene garantita da due pinze radiali a 4 pistoncini con dischi da 310 mm di diametro all'anteriore e un disco da 285, ma con pinze a 2 pistoncini al posteriore.
Nel 2005 è stata sottoposta a un restyling tecnico e estetico. Il telaio è stato messo a punto con l'escursione delle sospensioni che è stata accorciata, c'è un nuovo forcellone posteriore, ci sono nuovi cerchi in lega leggera con pneumatici tubeless e il telaio è verniciato di color argento.